# Wandersleben
Wandersleben este o comună din landul Turingia, Germania.